# Yūji Kajikawa
Yūji Kajikawa (jap. 梶川 裕嗣, Kajikawa, Yūji; * 26. Juli 1991 in Toyota, Präfektur Aichi) ist ein japanischer Fußballspieler. 

## Karriere
Yūji Kajikawa erlernte das Fußballspielen in den Jugendmannschaften von Komaba SC und Nagoya Grampus Eight, der Schulmannschaft der Tokai Gakuen High School sowie der Universitätsmannschaft der Tokai Gakuen University. Seinen ersten Vertrag unterschrieb der Torwart 2014 bei Shonan Bellmare. Der Club aus Hiratsuka, einer Großstadt im Süden der Präfektur Kanagawa, spielte in der zweithöchsten Liga, der J2 League. 2014 wurde er mit dem Club Meister der Liga und stieg in die erste Liga auf. Nach zwei Jahren musste er Ende 2016 wieder den Weg in die Zweitklassigkeit antreten. 2017 wurde er an den Ligakonkurrenten Tokushima Vortis nach Tokushima ausgeliehen. Nach Ende der Leihe wurde er von Tokushima 2018 fest verpflichtet. Bis Ende 2019 absolvierte er für Tokushima 78 Zweitligaspiele. 2020 nahm ihn der Erstligist Yokohama F. Marinos aus Yokohama unter Vertrag. Für den Erstligisten stand er 17-mal in der ersten Liga auf dem Spielfeld. Nach zwei Jahren verließ er die Marinos und unterschrieb im Januar 2022 in Iwata einen Vertrag beim Erstligaaufsteiger Júbilo Iwata. Am Ende der Saison musste er mit dem Verein als Tabellenletzter in die zweite Liga absteigen. 2023 gelang ihm mit dem Verein als Vizemeister der zweiten Liga der direkte Wiederaufstieg in die erste Liga. Nach dem Aufstieg und insgesamt 16 Ligaspielen, wechselte er nach zwei Spielzeiten im Februar 2024 zum Erstligisten Kashima Antlers.

## Erfolge
Shonan Bellmare
- Japanischer Zweitligameister: 2014  ▲

Júbilo Iwata
- Japanischer Zweitligavizemeister: 2023